# آل عزة (لودر)
آل عزة هي إحدى قرى بللحمر بمديرية بللحمر التابعة لمحافظة عسير، بلغ تعداد سكانها 530 نسمة حسب تعداد   هيئة الاحصاء السعوديه لعام 2004.